# Tritonoturris
Tritonoturris là một chi ốc biển, là động vật thân mềm chân bụng sống ở biển trong họ Conidae.

## Các loài
Các loài thuộc chi Tritonoturris bao gồm:
- Tritonoturris amabilis (Hinds, 1843)[2]
- Tritonoturris buccinoides Shuto, 1983[3]
- Tritonoturris capensis (Smith E. A., 1882)[4]
- Tritonoturris concinnus Li & Li, 2007[5]
- Tritonoturris cumingi (Powys, 1835)[6]
- Tritonoturris cumingii (Powys & Sowerby I, 1835)[7]
- Tritonoturris macandrewi (Smith E. A., 1882)[8]
- Tritonoturris menecharmes (Melvill, 1923)[9]
- Tritonoturris obesa Kilburn, 1977[10]
- Tritonoturris paucicostata (Pease, 1860)[11]
- Tritonoturris phaula Kilburn, 1977[12]
- Tritonoturris poppei Vera-Pelaez & Vega-Luz, 1999[13]
- Tritonoturris robillardi (H. Adams, 1869)[14]
- Tritonoturris subrissoides (Hervier, 1897)[15]